# Cicindela viridisticta
Cicindela viridisticta är en skalbaggsart som beskrevs av Bates 1881. Cicindela viridisticta ingår i släktet Cicindela och familjen jordlöpare. Utöver nominatformen finns också underarten C. v. arizonensis.